# Бойові страйкові комітети
Бойові́ стра́йкові коміте́ти — революційні організації, створені в Росії (Петербурзі та ін. містах) і, зокрема, в Україні в листопаді — грудні 1905 для керівництва боротьбою проти самодержавства.
В Україні першим був створений Катеринославський Б. с. к. Він складався з представників Ради робітничих депутатів, Об'єднаного комітету РСДРП, страйкового розпорядчого комітету Катерининської залізниці, профспілки поштово-телеграфних працівників та ін. організацій. Катеринославський Б. с. к. організовував бойові дружини, які роззброювали поліцію, стежив за роботою підприємств і установ, що забезпечували потреби населення (пекарень, водопроводу, лікарень та ін.); регулював ціни на продукти й товари першої потреби, підтримував громадський порядок, організовував допомогу безробітним і т. ін. Для широкої інформації населення міста і губернії видавався «Бюлле-тень боевого стачечного комитета», в якому друкувалися постанови і розпорядження Б. с. к., резолюції та постанови зборів робітників і селян, інформаційний матеріал про хід революційної боротьби трудящих проти царизму. Б. с. к. як революційну владу визнавали робітники і селяни в багатьох місцях Катеринославської губ. Крім Катеринослава, Б. с. к. були створені в Харкові, с. Кам'янському (тепер Дніпродзержинськ), Нікополі, Горлівці, Гришині, Знам'янці, Лозовій, Полтаві, Конотопі та ін. Б. с. к. в ряді місць виконували функції Рад робітничих депутатів. У грудневі дні 1905, коли загальний страйк у Донбасі переріс у збройне повстання, Б. с. к. стали його керівними центрами. З поразкою повстання Б. с. к. припинили свою діяльність.